# Carl Friedrich Rungenhagen

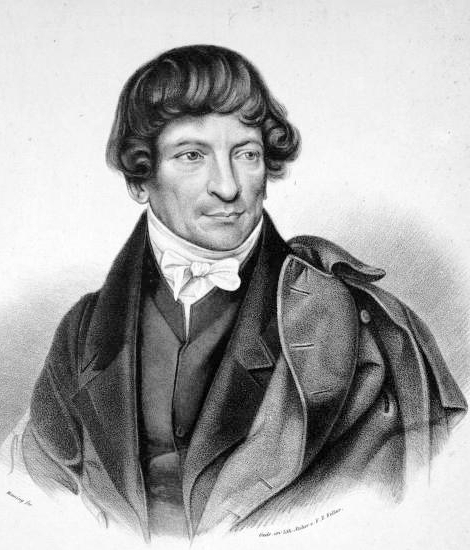
Carl Friedrich Rungenhagen

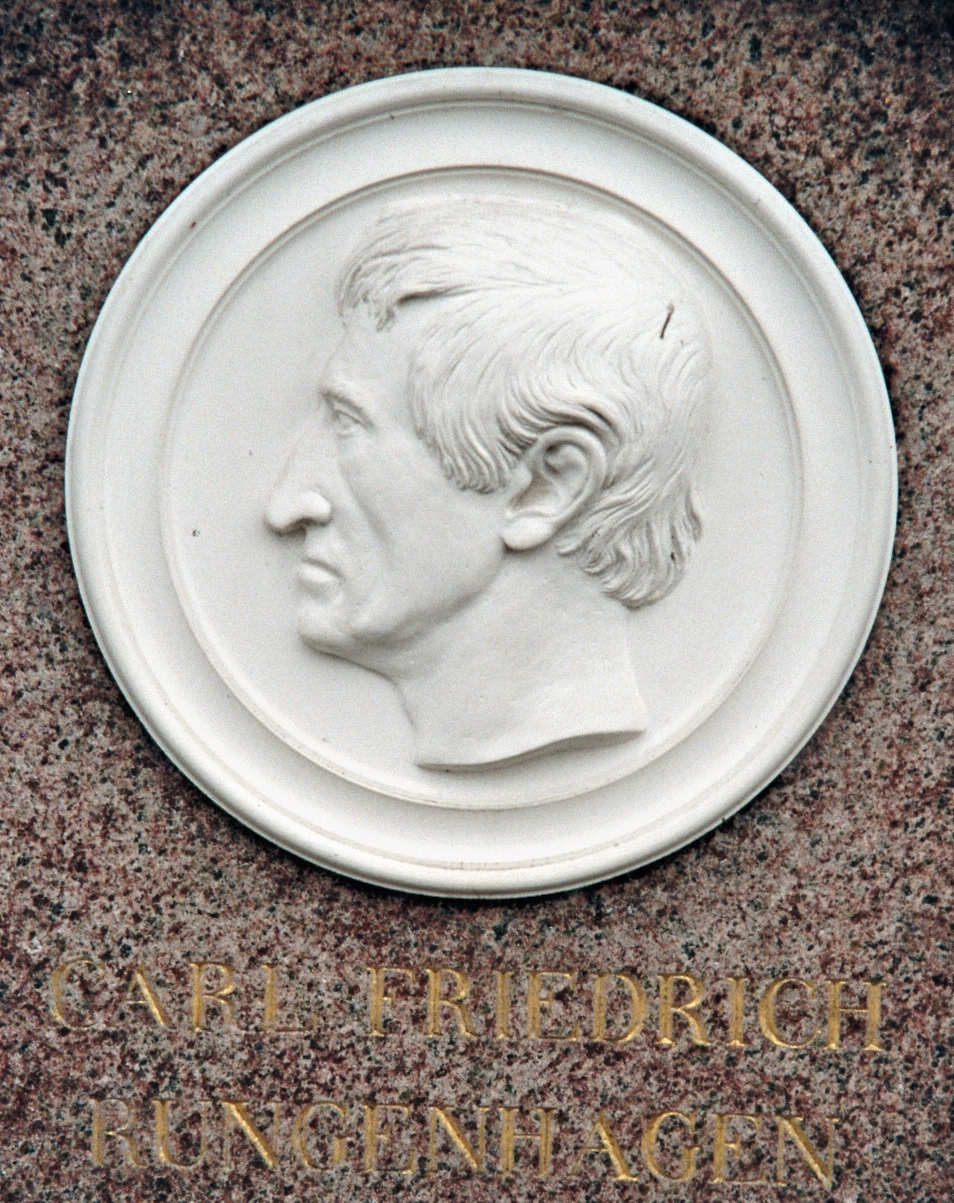
Carl Friedrich Rungenhagen, Porträt-Medaillon auf seinem Grabstein

Carl Friedrich Rungenhagen (auch Carl Friedrich von Rungenhagen; * 27. September 1778 in Berlin; † 21. Dezember 1851 ebenda) war ein deutscher Komponist und Musikpädagoge.

## Leben
Das Studium der Malerei brach Carl Friedrich Rungenhagen geringer Studienfortschritte wegen ab und trat in das väterliche Handelshaus ein. Dort arbeitete er bis zum Tod seines Vaters 1796. Von da an widmete er sich nur noch der Musik.

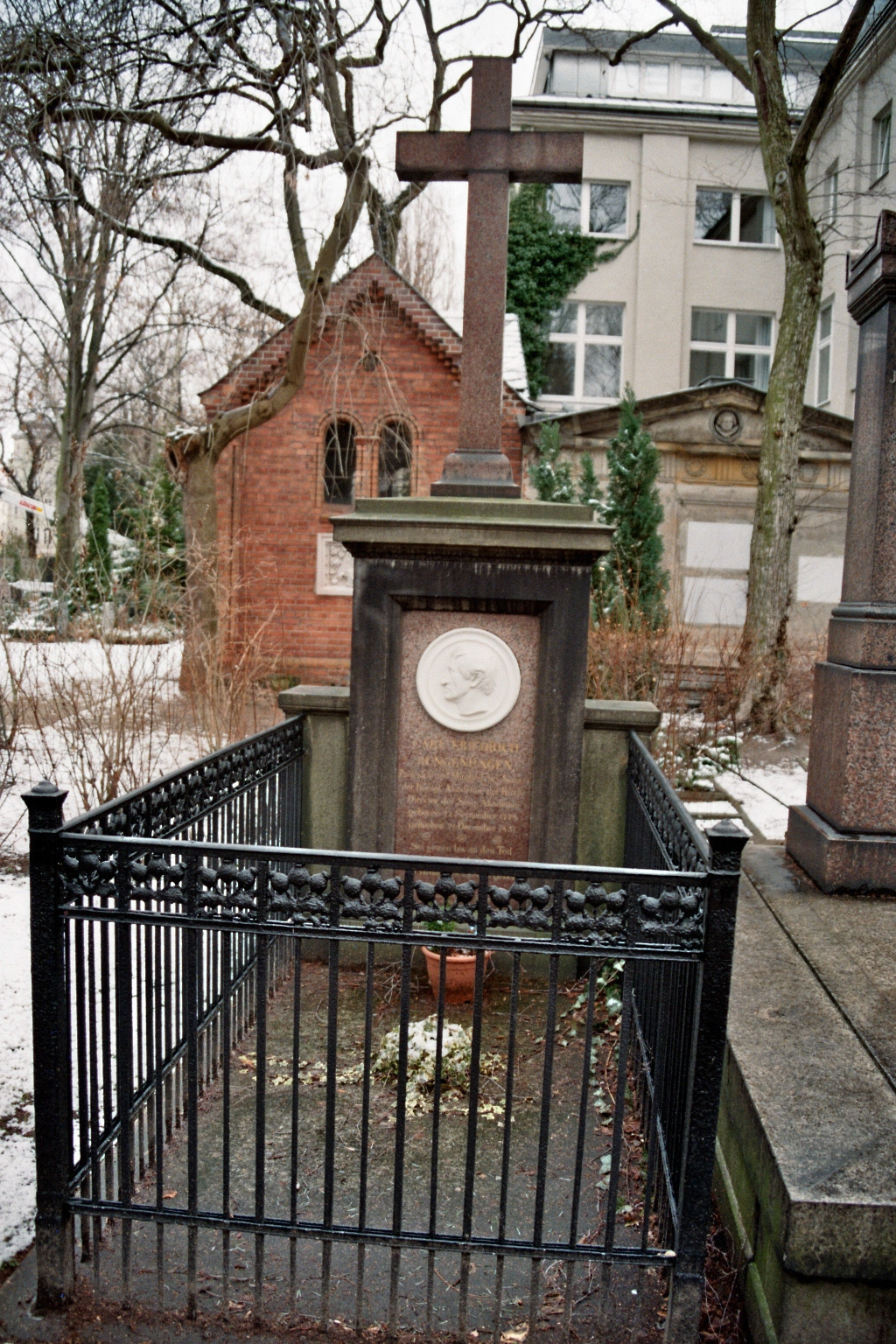
Grab von Carl Friedrich Rungenhagen auf dem Dorotheenstädtischen Friedhof in Berlin-Mitte

Rungenhagen wurde 1801 Mitglied der Sing-Akademie zu Berlin und war Schüler von Carl Friedrich Zelter. 1815 avancierte er zu deren Vize-Direktor und übernahm 1833 als Nachfolger Zelters ihre Leitung. Seine Wahl durch die Mitgliederversammlung war nicht unumstritten. Unter den Mitbewerbern war auch der Zelter-Schüler Felix Mendelssohn Bartholdy, für den die verlorene Wahl ein Grund gewesen sein mochte, Berlin nebst seiner Familie den Rücken zu kehren. Selbst die sehr erfolgreiche erste Wiederaufführung der Matthäus-Passion von Johann Sebastian Bach nach dessen Tod, am 11. März 1829 in der Sing-Akademie, die der damals zwanzigjährige Felix mit dem Chor so erfolgreich erarbeitet und danach noch mehrmals aufgeführt hatte, konnte seine Wahl nicht begünstigen – ebenso wenig die Tatsache, dass Felix und die gesamte Familie Mendelssohn viele Jahre im Chor der Sing-Akademie mitwirkten.
In der Funktion des Sing-Akademie-Direktors führte Rungenhagen die Wiederbelebung der Musik Johann Sebastian Bachs fort und widmete sich der Pflege der Oratorien von Georg Friedrich Händel. Das zeitgenössische Oratorium kam aber auch nicht zu kurz. Gleichzeitig wirkte Rungenhagen auch an der Königlichen Akademie der Künste zu Berlin als Professor (Ernennung 1843) und Musikpädagoge. Besonders wären seine Schüler Albert Lortzing, Stanisław Moniuszko, Karl Anton Eckert, August Conradi, Alexander Fesca und Adelheid Günther hervorzuheben. Er war Mitglied der Berliner Freimaurerloge „Zum Widder“.
Im Alter von 73 Jahren starb Carl Friedrich Rungenhagen am 21. Dezember 1851 in Berlin, wo er auf dem Dorotheenstädtischen Friedhof seine letzte Ruhe fand. Zu seinem Nachfolger als Direktor der Sing-Akademie wurde Eduard Grell gewählt.
Rungenhagen komponierte hauptsächlich Kirchenmusik, Oratorien, Kantaten und Lieder.

## Werke (Auswahl)
- Aus der Tiefe ruf' ich, Herr für Solo-Sopran, vierstimmig gem. Chor und Orgel / Klavier (Neuausgabe Berlin 2006)
- IV Gesänge am Pianoforte, 1816
- Drei Gesaenge für 2 Sopranstimmen am Pianoforte zu singen, Berlin, bei Gröbenschütz und Seiler, verm. 1817/1818
- 3 Terzette für weibliche Stimmen, Berlin, Stern, ca. 1842
- „Schlusslied“ Jetzt schwingen wir den Hut (Lied) in Liedertafel – Tafellieder: von Berlin nach Weimar und wieder zurück, (Tondokument/CD: Rheine, Wolkenklang-Verlag S.l, FDS-Musikproduktion, 2000, ISBN 3-934115-06-3)
- Abends, wenn man aus dem Wirtshaus geht (Lied)
- Jetzt schwingen wir den Hut (Lied)
- Erwachen, op. 7
- Thème de Himmel: An Alexis send' ich dich, „varié et dédié par à Madame la Comtesse Louise de Stollberg“, Berlin, Gröbenschütz & Seiler, 1816
- Johann Wilhelm Bornemann: Das Waidmännische Sankt Hubertusfest, mit jagdlichen Zugaben von Bornemann und Jagdgesängen von Zelter, Rungenhagen und Spiker, Berlin, gedruckt in der Deckerschen Geh. Ober-Hofbuchdruckerei, 1829
- La morte d’Abel (Oratorium), vermutlich 1810
- Friedens-Cantate, Berlin, gedruckt bei W. Dieterici, 1816
- Te Deum, Berlin, gedruckt bei W. Dieterici, 1816
- 2 Gedichte von Voß An Selma und Klopstock Lyda, Gedichtvertonung, (ohne Datum)
- Süße Ahndungsschauer gleiten (L. Tieck), Gedichtvertonung, (ohne Datum)
- Selmar und Selma (Klopstock), (ohne Datum)
- Stabat mater dolorosa (mit lateinischem und deutschem Text) für 2 Soprane und 1 Alt, op. 24, (deutsche Übersetzung, Körner). Klavierauszug vom Komponisten, Berlin, Trautwein, 1826
- Christoph Willibald Gluck (Verfasser): Ouverture de l'Opera Alceste / „composée par Gluk[!] arrangée a 4 Mains & dediée aux Demoiselles Caroline & Emilie Schulz par C. F. Rungenhagen“
- Christi Einzug in Jerusalem, 1834
- Caecilia
- Sechs Gesänge der Zelter'schen Liedertafel in Berlin (6 Tafellieder) für vier Männerstimmen, op. 40, Berlin, Trautwein, 1840